# Багамойо
Багамойо (суах. Bagamoyo) — місто в Танзанії в складі області Пвані, центр однойменного району. Багамойо був центром торгівлі слоновою кісткою і рабами, а в 1889–1891 роках столицею Німецької Східної Африки. Відповідно до прийнятої в Танзанії програми децентралізації, місто управляється не власною муніципальною радою, а комітетом регіональної ради за допомогою місцевих адміністраторів. З 2006 року Багамойо — кандидат на включення в список Світової спадщини ЮНЕСКО як кінцевий пункт шляху работорговельних караванів, що починався в Уджиджі поблизу озера Танганьїка.

## Географія
Місто Багамойо розташоване за 75 км на північний захід від найбільшого міста Танзанії Дар-ес-Салам на узбережжі Індійського океану неподалік від острова Занзібар. Багамойо є адміністративним центром однойменного району, де, крім нього, налічується ще дев'ять сіл і в 2012 році проживало в цілому близько 312 тисяч чоловік.
Море поруч з Багамойо досить мілководне, що перешкоджає прийманню великотоннажних суден і послужило однією з основних причин перенесення столиці Німецької Східної Африки в Дар-ес-Салам (яке мало глибоководну гавань) у 1891 році. На початку другого десятиліття XXI століття уряд Танзанії ухвалив рішення про будівництво в районі Багамойо нового океанського порту, яке має завершитися в 2017 році і обійдеться в 10 мільярдів доларів США. Розрахункова пропускна здатність нового порту (20 мільйонів контейнерів на рік) в 25 разів перевищує пропускну здатність порту Дар-ес-Салама. Одночасно з будівництвом порту планується будівництво залізничних гілок, які з'єднають Багамойо з Мландізі (містом-супутником Дар-ес-Салама) і Танзанійський-замбійських залізницею. До теперішнього часу Багамойо пов'язаний з Дар-ес-Саламом швидкісним шосе, що дозволяє добиратися з одного міста в інше менш ніж за годину.
Клімат Багамойо тропічний, середня річна температура — 26,6 °C. Річна норма опадів — 1015 мм; дощі частіші влітку, ніж взимку.

## Історія

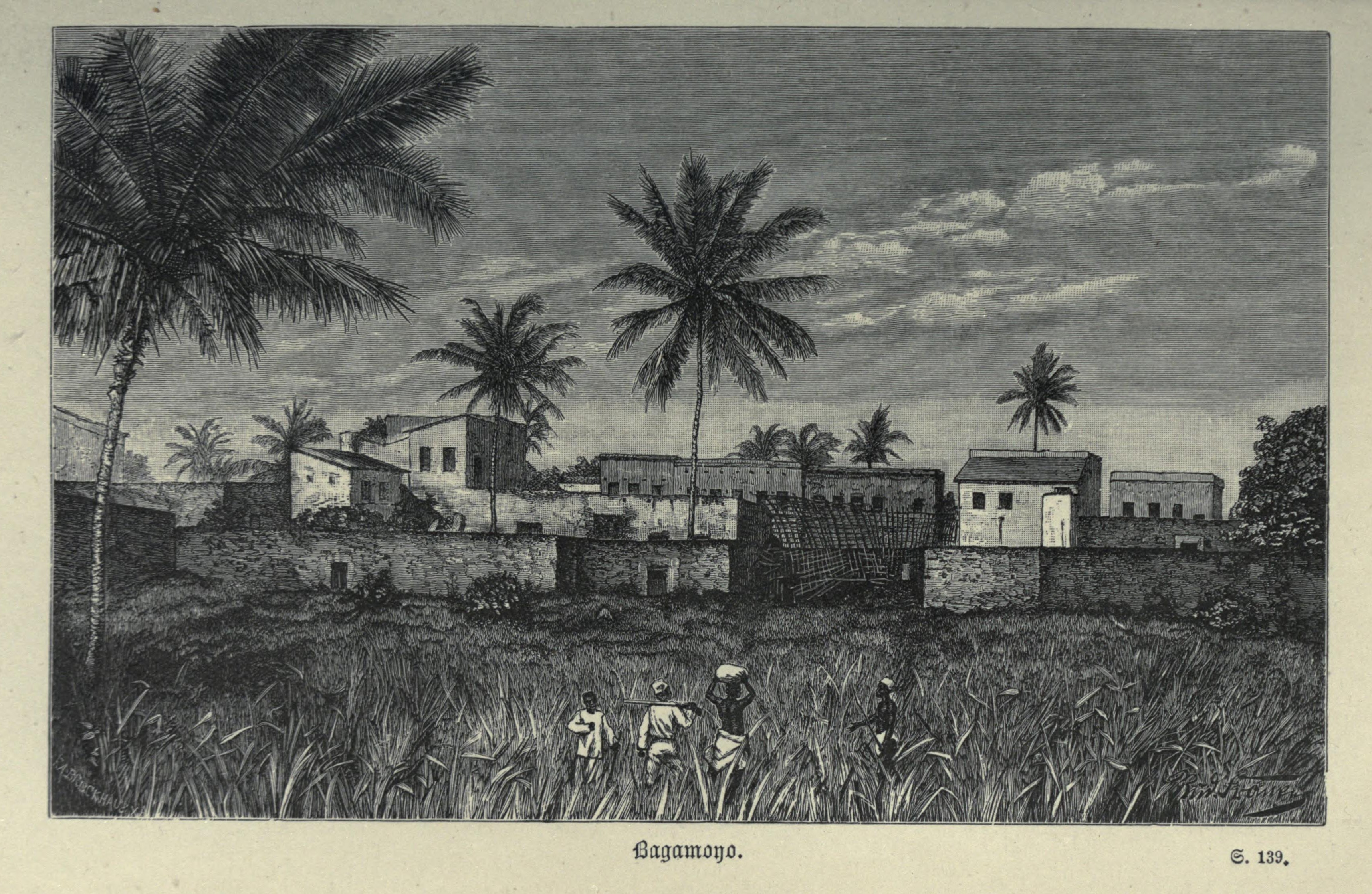
Багамойо (ілюстрація з книги 1891 року)

До середини XVIII століття Багамойо являв із себе дрібне поселення, де здійснювалася торгівля рибою, сіллю і камедю. Населення Багамойо складалося в основному з рибалок і хліборобів. Економічна роль Багамойо різко зросла, коли арабські торговці в регіоні обрали його в якості кінцевого пункту торгового шляху, по якому йшли каравани рабів. Починався цей 1200-кілометровий шлях від Уджиджі в районі озера Танганьїка. А з Багамойо раби потім перевозилися кораблями на Занзібар. Неофіційно саме з цих часів веде своє походження назва Багамойо (слова «Буага-Мойо» можна перекласти з суахілі як «Залиш своє серце», що трактується, як звернення до рабів, які назавжди залишають свою батьківщину; інший можливий переклад — «дай собі відпочинок» — імовірно пов'язаний з тим, що носії, які йшли з караваном, позбавлялися тут від свого 20-кілограмового вантажу).

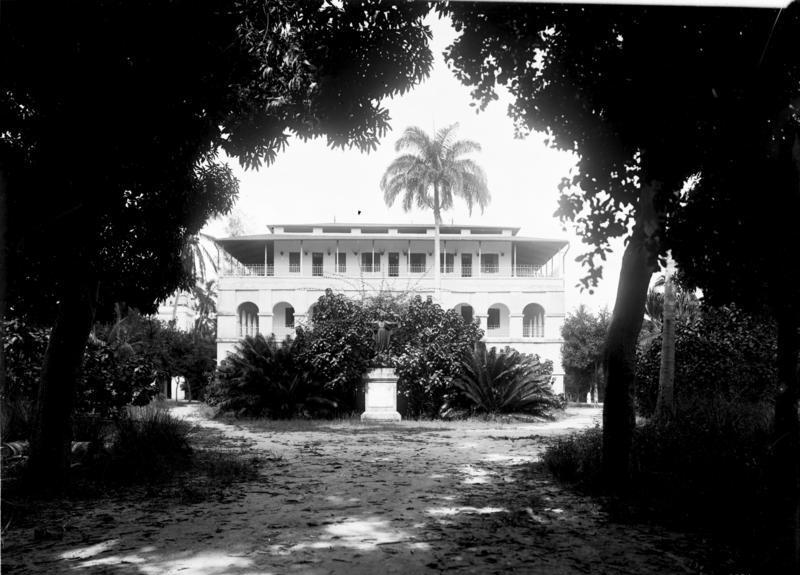
Будівля католицької місії в Багамойо (світлина початку XX століття)

У другій половині XIX століття постійне населення Багамойо досягло тисячі чоловік і в основному складалося з аборигенів, а також оманських арабів та індійців. У місті проживала велика громада ісмаїлітів (137 осіб до 1870 року). До цього часу тут діяла перша в Східній Африці місія, заснована Братством Святого духа в 1868 році. Місто почали відвідувати європейські дослідники, багато з яких (в тому числі Лівінгстон, Спік, Річард Бертон, Джеймс Грант та Стенлі) починали звідси свій шлях вглиб Африканського континенту.
У 1880-ті роки, після заборони на работоргівлю і заснування Німецької Східної Африки Багамойо — основний торговий центр регіону на той момент — став столицею нової колонії, але вже через два роки мілководний порт перестав задовольняти колоніальну владу, і столиця була перенесена в більш зручну гавань Дар-ес-Салам. Після себе німці залишили хороші дороги, щось на кшталт міського планування і першу в регіоні сучасну лікарню, але близькість до нової столиці зіграла з Багамойо злий жарт: економічне зростання міста зійшло нанівець. У 1929 році Багамойо отримав від нової метрополії — Великої Британії — статус міста , а в 1961 році, після отримання Танганьїкою незалежності — статус районного центру. У 80-ті роки місто стало одним з місць, де була апробована нова реформа місцевої влади «Деволюція через децентралізацію». В результаті в Багамойо немає власної міської ради, і містом керує комітет регіональної ради .

## Економіка
Після перенесення столиці в Дар-ес-Салам економіка Багамойо переживала тривалий період стагнації. Населення займалося традиційними промислами, такими, як риболовля та землеробство, при цьому цінних культур в цих місцях не вирощувалося і урожай йшов на потреби самих мешканців.
Ситуація почала змінюватися в 1990-ті роки. З прокладкою якісного шосе, скорочується час шляху між Дар-ес-Саламом і Багамойо, останній став привабливішим як для туристів, так і для заможних столичних мешканців, які стали обзаводитися в ньому нерухомістю. Прискореними темпами, проте, стали рости і нетрі, населення яких до кінця першого десятиліття нового століття становило 65 % від загального міського населення району .

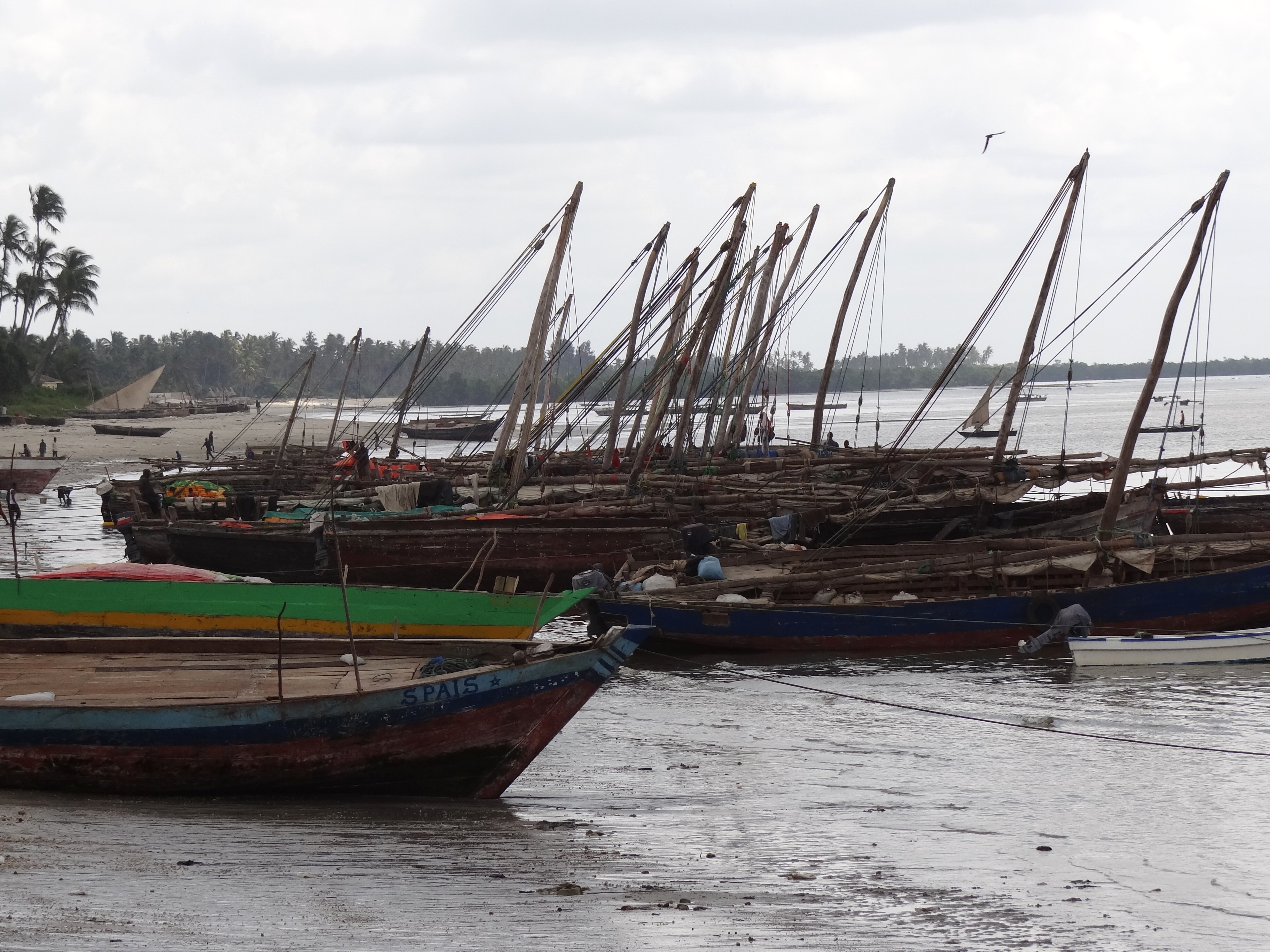
Рибальські дау в гавані Багамойо

Багамойо є центром будівництва вітрильних рибальських суден — дау. Рибальство залишається однією з основних галузей господарства Багамойо; більшість сільського населення займається рибальством, видобутком креветок і крабів, всього в районі налічується близько 650 дрібних риболовецьких господарств, а число ліцензованих рибалок зросла з 8 сотень до 1,9 тисячі між 1988 і 2004 роками. Проте вже до середини 90-х років стала вимальовуватися картина виснаження морської фауни, що, ймовірно, пов'язано з початком лову тралами за два десятиліття до цього. Середній улов одного рибалки за два десятиліття скоротився втричі — від 75 кг в день в 1985 році до 25 кг в 2004 році.
Паралельно з рибальством в Багамойо розвивається морське рослинництво. Збір дикорослих водоростей видів Eucheuma spinosum і Kappaphycus striatum, які послуговують сировиною для виготовлення каррагінанів, ведеться з 1950-х років, а з 80-х років почалося їх розведення.
Туристична індустрія почала розвиватися в Багамойо з 1993 року, коли тут був побудований перший готель, і потік туристів зріс із закінченням будівництвом Дар-ес-саламського шосе в 2003 році. У 2005 році довколишній мисливський заповідник Саадані отримав статус національного парку, а в 2006 році Багамойо був включений в заявку Танзанії в ЮНЕСКО про присвоєння статусу об'єкта Світової спадщини старому шляху работорговельних караванів.
Дохідною, хоча й незаконною, галуззю економіки району є вирубка мангрових лісів з подальшим вивезенням деревини і деревного вугілля. Мангрові в Танзанії знаходяться під охороною закону з 1898 року, але хижацьке вирубування лісу, що веде до ерозії ґрунтів, триває.
Значні зміни в структурі економіки Багамойо очікуються із завершенням будівництва сучасного океанського порту, яке заплановане на 2017 рік. Порт, розрахований на прийом 20 мільйонів контейнерів на рік, стане найбільшим в Танзанії і перетворить місто на важливий транспортний вузол.

## Культура
В рамках збільшення привабливості Багамойо для туристів ведеться інтенсивна робота по консервації та реставрації архітектурних пам'яток колоніальної епохи. З початку 80-х років проводиться щорічний міжнародний фестиваль мистецтв. Тривалість феестіваля — один тиждень на рік, він привертає виконавців з різних країн Африки та Європи. Основний майданчик фестивалю — амфітеатр, розрахований на 2000 глядачів.